# Luis Yangco
Luis R. Yangco (Bacoor, 19 augustus 1841 - 16 oktober 1907) was een Filipijns ondernemer. Hij bouwde vanuit het niets de grootste scheepvaartonderneming van de Filipijnen.

## Biografie
Luis Yangco werd geboren op 19 augustus 1841 in Bacoor in de Filipijnse provincie Cavite. Hij was de jongste van vier kinderen van Remigio Yangco en Agatona Ronguillo. Zijn vader was van Chinees-Filipijnse afkomst en zijn moeder van Spaans-Filipijnse afkomst. Op zevenjarige leeftijd werd Yangco wees, waarna hij door een tante grootgebracht werd. Op twaalfjarige leeftijd vertrok hij naar de Filipijnse hoofdstad Manilla, waar hij in zijn levensonderhoud voorzag door allerlei baantjes aan de waterkant aan te nemen. Met zijn spaargeld kocht hij vervolgens een bangka waarmee hij drinkwater, over de Pasig vervoerde.
Na de oprichting van het Carriedowatersysteem zag hij zijn handel instorten en begon Yangco met het vervoeren van andere goederen vanuit de Baai van Manilla naar het achterland. Hij had daarmee succes en kocht vervolgens in korte tijd diverse andere boten en zeilschepen. Hij begon een transportonderneming in Laguna de Bay en met zijn schepen begon hij handel te drijven met verder weg gelegen plaatsen langs de kust van Luzon tot aan Palawan. Nadien opende hij een winkel in Manilla en liet pakhuizen en binnenvaartschepen bouwen zodat hij goederen die vanuit het buitenland aangevoerd werden verder kon transporten naar andere Filipijnse bestemmingen. Rond 1880 kocht hij zijn eerste stoomschip. Hiermee begon hij lijndiensten tussen Filipijnse eilanden. Later volgden nog meer van dergelijke schepen. Ook vergaarde Yangco enkele sleepboten. In deze periode was hij zakenimperium zodanig gegroeid, dat hij bekendstond als de "Koning van de Baai van Manilla en de Pasig". Naast zijn zakelijke activiteiten was hij in 1893 capitan-municipal van Binondo. Een jaar later was hij lid van de stadsraad van Manilla (regidor in de ayuntamiento).
Na de uitbraak van de Filipijnse revolutie ondersteunde Yangco de opstandelingen financieel en voorzag van voedsel en andere voorraden. Hiervoor werd hij op 16 september 1896 en gevangengezet in Fort Santiago. Na een half jaar werd Yangco vrijgelaten en vertrok hij samen met zijn zoon Teodoro per boot naar Spanje. Het jaar erop keerde hij terug om zich aan te sluiten bij de opstandelingen onder leiding van Emilio Aguinaldo. Hij werd aangesteld als directeur-generaal van de schatkist van de revolutionaire regering. Na de revolutie keerde hij terug naar de Filipijnse hoofdstad Manilla en bouwde hij verder aan zijn scheepvaartonderneming.
Yangco overleed in 1907 op 66-jarige leeftijd. Hij trouwde driemaal. Met zijn eerste vrouw Ramona Arguelles kreeg hij een zoon Teodoro Yangco. Teodoro was ook zakenman en Resident Commissioner voor de Filipijnen in het Amerikaans Huis van Afgevaardigden. Na haar overlijden trouwde Yangco met Dominga Lam. Met haar kreeg hij geen kinderen. Zijn derde huwelijk was met Victorina Unbin. Met haar kreeg hij nog drie kinderen: Pacita, Luisa en Luisito.